# Dzień Pamięci Ofiar Stanu Wojennego
Dzień Pamięci Ofiar Stanu Wojennego – polskie święto obchodzone corocznie 13 grudnia, w rocznicę wprowadzenia stanu wojennego w Polsce.
Dzień ten został uchwalony poprzez aklamację przez Sejm Rzeczypospolitej Polskiej 6 grudnia 2002 roku.
Dzień Pamięci Ofiar Stanu Wojennego nie jest dniem wolnym od pracy.